# Stéphane Moucha
Stéphane Moucha (* 1968 Most, Československo) je francouzský hudební skladatel a hudebník.

## Život
Stéphane se narodil v Československu v roce 1968, po okupaci spojeneckými vojsky uprchla jeho rodina ze země. Azyl našli ve Francii. V pěti letech se Moucha začal učit hrát na housle. Později studoval na konzervatoři v Paříži a našel si práci u francouzského skladatele Gabriela Yareda.
Svůj debut jako filmový skladatel zažil Moucha v roce 1994, kdy se podílel na filmu Příliš hlučná samota. Od roku 2000 je pravidelně zaměstnáván jako skladatel filmové hudby.

## Filmografie (výběr)
- 1994: Příliš hlučná samota
- 2006: Životy těch druhých (Das Leben der Anderen)
- 2008: Nicolas Le Floch – seriál
- 2010: Cizinka (Die Fremde) – ve spolupráci s Maxem Richterem
- 2012: Věčná smolařka (Anleitung zum Unglücklichsein)
- 2012: Muž, který se směje L'Homme qui rit)
- 2013: Běž, chlapče, běž (Cours sans te retourner)